# Filozofie neurovědy
Filosofie neurovědy se zabývá metodami, aspekty a teoriemi vyskytujícími se v neurovědě. Snaží se přispět k porozumění cílů neurovědy, používaným technikám a systematizovat hypotézy užívané ve vytváření teorií, rozpoznávat hranice, omezení a nástrahy jednotlivých výzkumných postupů. Zasazuje se o srozumitelné utváření a používání teoretických konceptů ve vysvětlování a zkoumání fungování mozku a nervového systému.
Filosofie i neurověda ovlivňují i jsou ovlivňovány dalšími vědními obory, např. antropologií, lingvistikou, psychologií nebo umělou inteligencí. V rámci studia mysli a inteligence jsou všechna tato odvětví předmětem zájmu kognitivní vědy.

## Filosofické aspekty neurovědy
Jedním z filosofických pohledů na fungování mozku je konekcionismus. Tento pohled předkládá, že funkce na nižších úrovních nebo senzorimotorické funkce jsou silně lokalizovány, ale funkce vyšší úrovně jako je rozpoznávání objektů, paměť nebo jazyk jsou výsledkem propojení různých částí mozku. I u oblastí, které se zdají být lokalizovány pro určitou funkci, je funkce distribuovaná mezi více neuronů.
Rozvoj v molekulární biologii v 2. polovině 20. století vedl některé filozofy k názoru, že neurověda vysvětlí duševní procesy redukcionistickým přístupem, tedy vysvětlením na molekulární úrovni. Odlišný přístup zastávají mechanističtí redukcionisté, kteří se snaží vysvětlit určitý fenomén popsáním jevu, který je za něj zodpovědný. Počátkem 80. let se začíná rozvíjet kognitivní neurověda, která usiluje o hlubší spolupráci mezi klasickou neurovědou a psychologií. Je tak zaměřená na interakci mezi odlišnými oblastmi mozku.